# BMW R 2

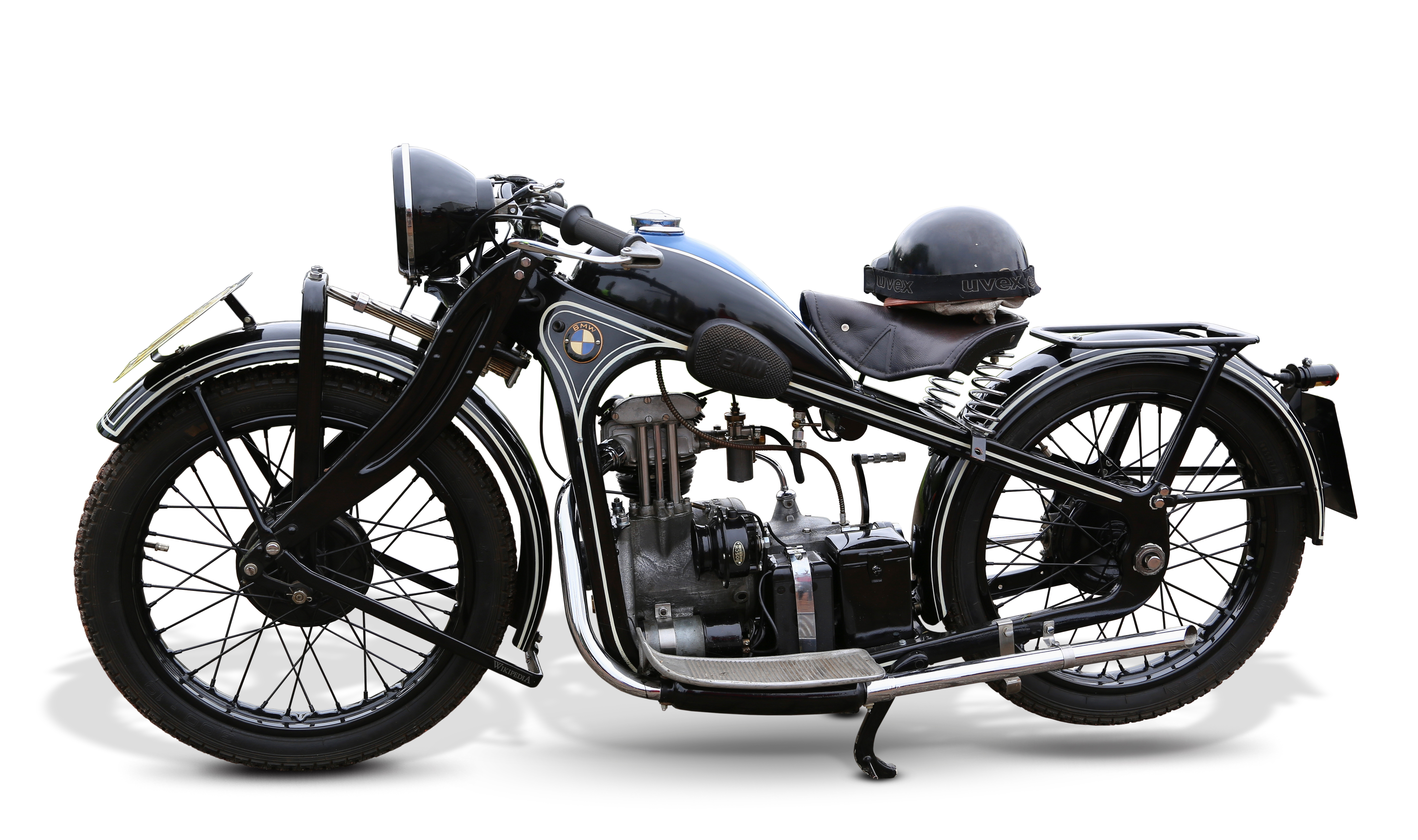
Eine BMW R2 (Baujahr 1931)

Die im Jahr 1931 erschienene BMW R 2 war nach der R 39 das zweite Einzylinder-Motorradmodell von BMW. R 2 war die erste Typbezeichnung von BMW, von der auf den Hubraum des Motors geschlossen werden konnte.

## Geschichte
1931 brachte BMW nach vierjähriger Pause wieder ein Einzylindermodell auf den Markt. Seit 1928 konnten in Deutschland Motorräder bis 200 cm³ ohne Führerschein und steuerfrei gefahren werden. Für diesen Markt war die R 2 konzipiert worden, in dem sie mit 975 Reichsmark eines der teuersten Motorräder war. Die bis 1937 mehr als 15.000 verkauften R 2 trugen zum guten Ruf von BMW bei und ebneten nach der Weltwirtschaftskrise den Weg zur profitablen Massenproduktion, die am Ende der Bauzeit einen Preis von nur noch 790 Reichsmark ermöglichte. Nachfolger war ab März 1937 die BMW R 20 mit Rohrrahmen.

## Technik

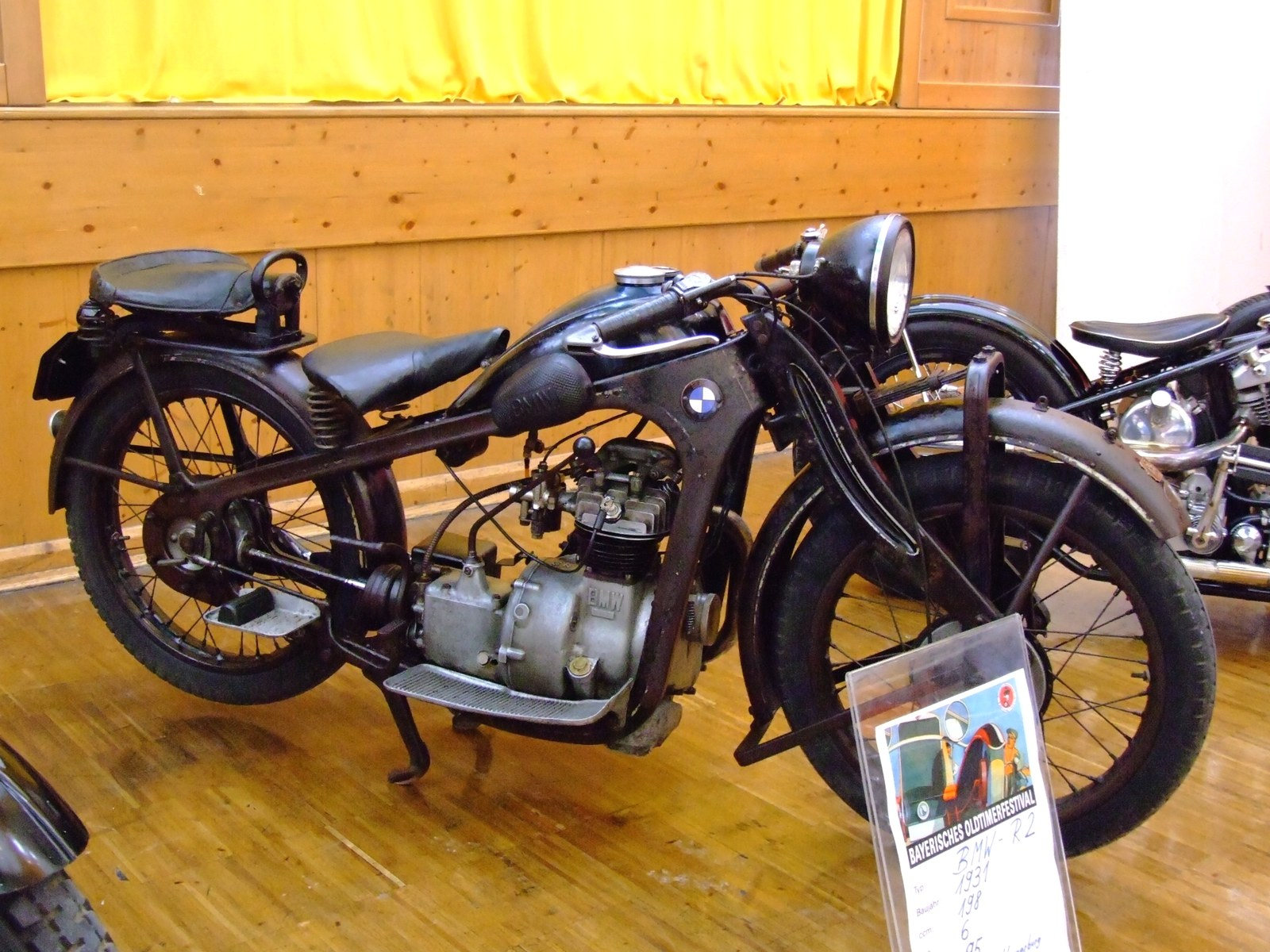
BMW R 2 (1931)

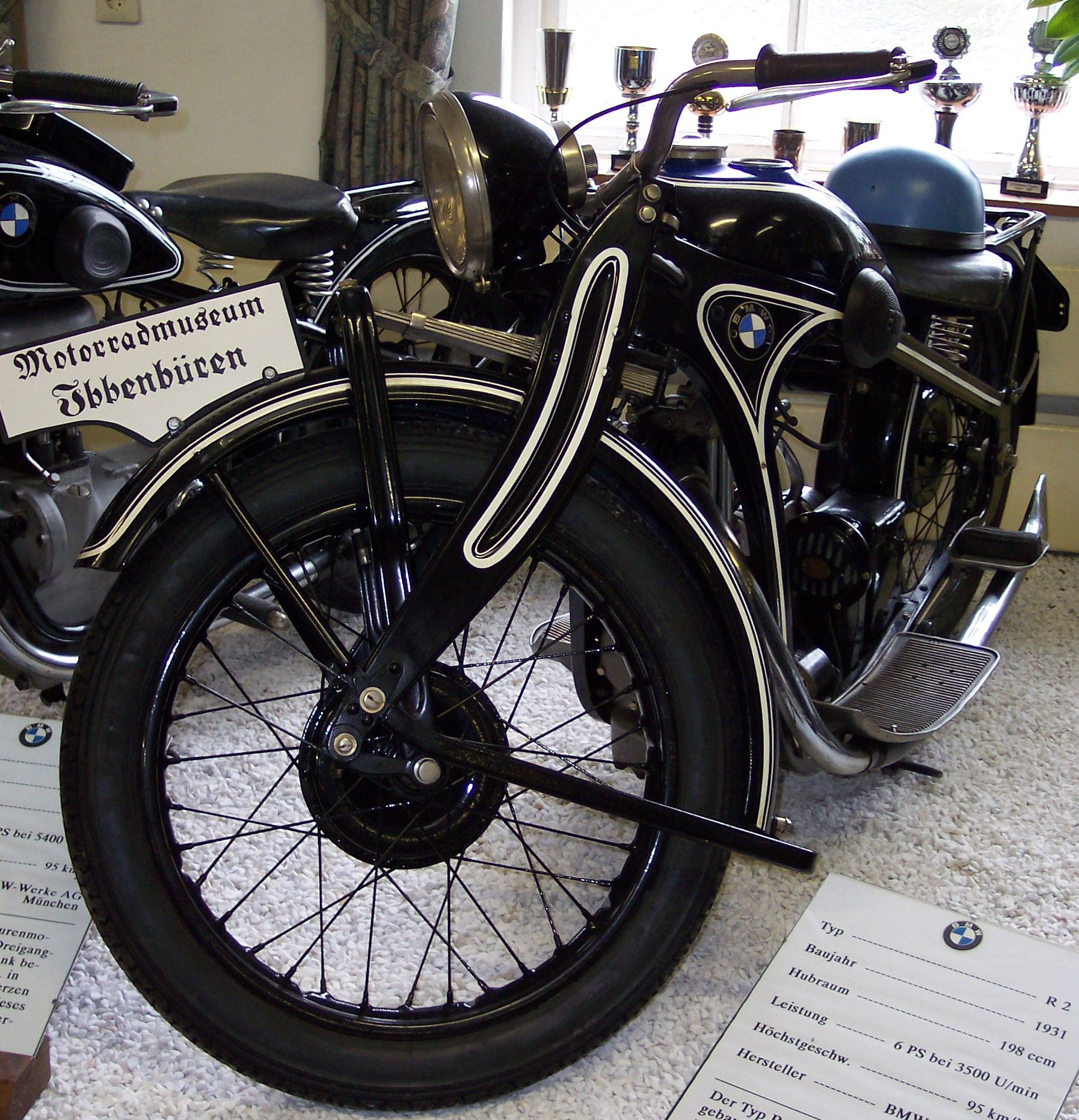
BMW R 2 (1931) im Motorradmuseum Ibbenbüren

### Motor
Der kleine Stoßstangenmotor mit hängenden Ventilen leistet in den ersten beiden Serien 6 PS (4 kW), später 8 PS (6 kW). Er war schon sehr fortschrittlich mit Tunnelgehäuse und axial einzubauender Kurbelwelle ausgeführt. Diese Bauweise war für die nachfolgenden Einzylindermodelle und später neu entwickelte Boxermotoren wegweisend. Das Bordspannungsnetz wird durch eine 6V/30W Gleichstromlichtmaschine gespeist, die sich links unten am Motorblock befindet. Die Batterie sitzt links hinter dem Motor. Die Zündung ist eine sogenannte Batteriezündung. Sie wird von einem durch die Nockenwelle betätigten Unterbrecher gesteuert, der sich vor dem Motor in einer zylindrischen Dose befindet.

### Antrieb
Die R 2 hatte ein handgeschaltetes Getriebe mit Antriebswelle auf der rechten Seite des ungefederten Hinterrades.
BMW bezeichnete die Kraftübertragung vom Getriebe zum Hinterrad als „Kardanantrieb“, die Antriebswelle als „Kardanwelle“ und das Getriebegehäuse am Hinterrad als „Kardangehäuse“ – technisch richtig war es lediglich ein Wellenantrieb des Hinterrades, da es keine Kardangelenke gab.
Das Getriebegehäuse war direkt an das Motorgehäuse angeflanscht. Die Eingangswelle des Dreiganggetriebes wurde direkt von der Einscheiben-Trockenkupplung im Schwungrad der Kurbelwelle angetrieben. Sie saß in einer Flucht mit der Hauptwelle, die über eine Hardyscheibe in direkter Verlängerung die Antriebswelle antrieb. Durch den nach rechts außermittig eingebauten Motor ergab sich im 3. Gang ein völlig gerader Antriebsstrang. Die Vorgelegewelle lag unter der Hauptwelle. Geschaltet wurde mit einem Hebel am Tank.
Der Kickstarter wurde parallel zur Fahrzeuglängsachse betätigt und war auf der rechten Seite angeordnet – ein Beiwagenbetrieb war nicht vorgesehen.

### Fahrwerk
Dieses Motorrad erschien in der damals gängigen BMW-Bauform, mit einem gepressten und vernieteten Stahlblechrahmen ohne Hinterradfederung und der gezogenen Kurzschwinggabel für die Führung des Vorderrades.
Die Vorder- und Hinterradbremse sind dem damaligen Stand der Technik entsprechend als Halbnabenbremsen ausgeführt.

## Versionen

### Serie 1 (1931)
Die Serie 1 ist besonders gekennzeichnet durch einen noch offenen Ventiltrieb.

### Serie 2 bis 5 (1932–1936)

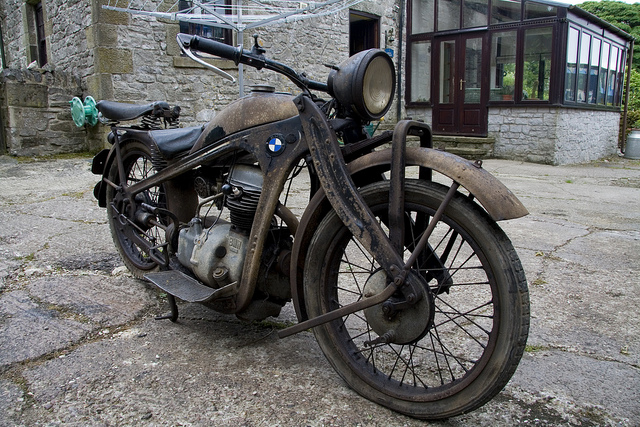
Unrestaurierte BMW R 2, Serie 2a

Die weiteren vier gebauten Serien unterschieden sich nur in Details, wie die Form des Tanks, der Auspuffanlage oder der Scheinwerferbefestigung.
- Serie 2 (1932–33), Ventiltrieb gekapselt, geänderter Schalthebel, ab Juni 1933: Reibungsstoßdämpfer an der Vorderradgabel
- Serie 3 (1934) Amal-Vergaser (vorher Sum-Vergaser), Leistung auf 8 PS gesteigert, Lichtmaschine gekapselt
- Serie 4 (1935) kleinerer Tank, geänderter Scheinwerfer
- Serie 5 (1936) geänderte Antriebsübersetzung, breiteres Hinterradschutzblech mit Nummernschildhalter

## Technische Daten
| Kenngröße             | Daten der R 2, Serie 1        | Daten der R 2, Serie 5        |
| --------------------- | ----------------------------- | ----------------------------- |
| Bohrung               | 63 mm                         | 63 mm                         |
| Hub                   | 64 mm                         | 64 mm                         |
| Hubraum               | 198 cm³                       | 198 cm³                       |
| Leistung              | 6 PS (4,4 kW) bei 3.500 min−1 | 8 PS (5,9 kW) bei 4.500 min−1 |
| Höchstgeschwindigkeit | 95 km/h                       | 90 km/h                       |
| Leergewicht           | 110 kg                        | 130 kg                        |
| Tankinhalt            | 11 L                          | 11 L                          |